# Orde van de Held van Azerbeidzjan

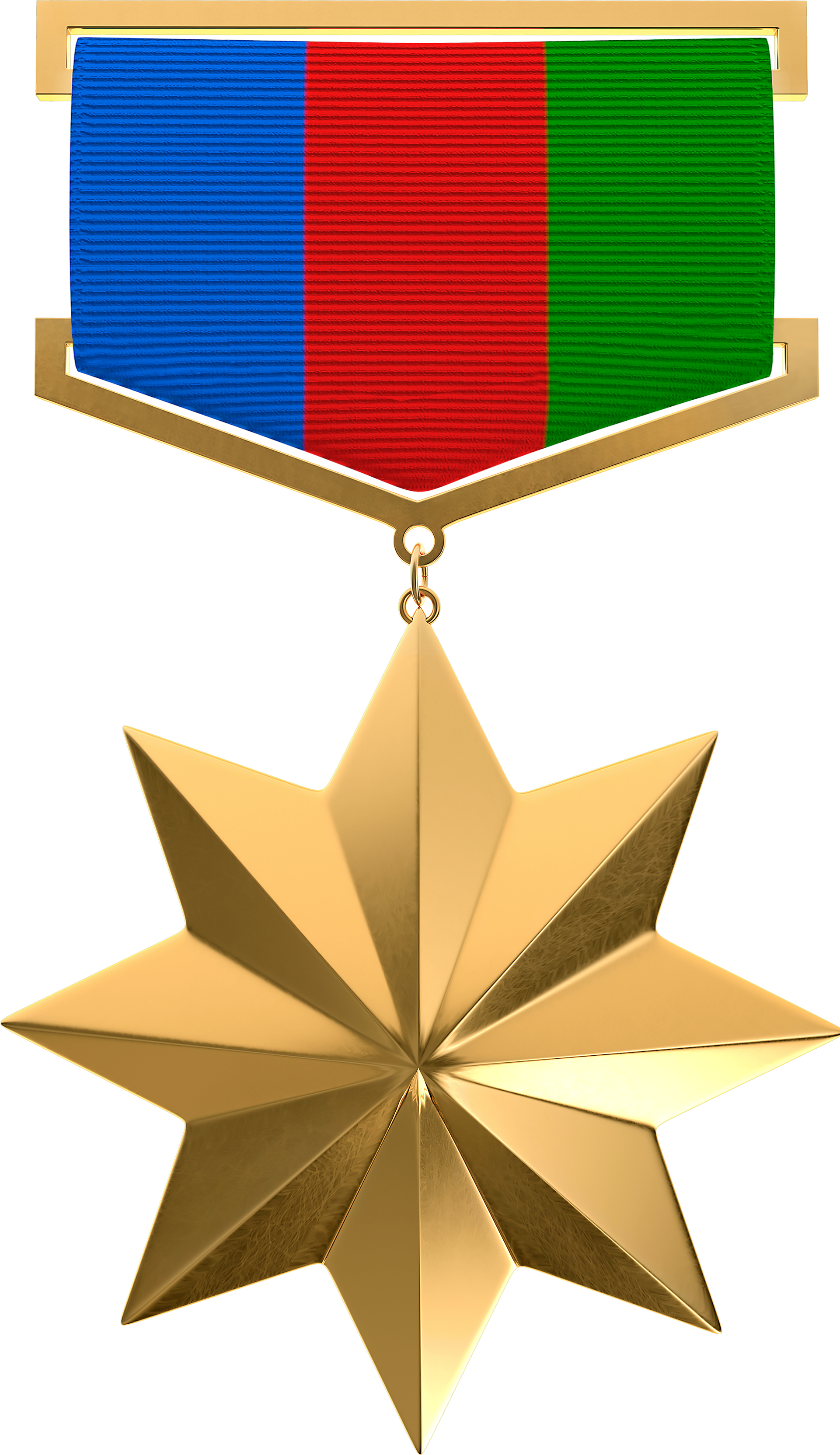
Ster

De Orde van de Held van Azerbeidzjan (Azerbeidzjaans: "Azərbaycan milli qəhrəmanı") is een hoge onderscheiding van de Republiek Azerbeidzjan. De orde werd op 25 maart 1992 ingesteld door de regering van Azerbeidzjan. De titel wordt toegekend voor "bijzondere verdienste en moed bij het dienen van de onafhankelijkheid en welvaart van het volk van Azerbeidzjan". Deze orde waarvan de naam herinnert aan een typische socialistische orde is een herinnering aan de periode dat het land deel van de Sovjet-Unie uitmaakte. In de Sovjet-Unie waren dergelijke heldenorden in de vorm van een ster een belangrijk element van het decoratiestelsel.
De ster verving een eerdere, op 6 februari 1998 ingestelde, medaille met een maan en ster.
Een "Held van Azerbeidzjan" ("Azərbaycan milli qəhrəmanı") mag de achtpuntige gouden ster op de linkerborst dragen. Deze ster werd op 7 juli 1992 ingesteld. Het was de bedoeling om de Helden van Azerbeidzjan behalve een titel ook een zichtbaar ereteken te geven.
Dit moderne versiersel van Azerbeidzjan heeft zich losgemaakt van de Sovjet-traditie. De ster is achtpuntig en verwijzingen naar het socialisme ontbreken. De ster wordt aan een rechthoekig groen-blauw-rood lint in de kleuren van de Azerbeidzjaanse vlag gedragen.
De orde wordt slechts zelden uitgereikt en een aantal malen ging het om een postume toekenning. Het initiatief om de eretitel en de daarbij behorende onderscheiding te verlenen is aan de president van Azerbeidzjan, maar de president kan de onderscheiding ook op voordracht toekennen. Anders dan is de Sovjet-Unie gebruikelijk was kan men slechts eenmaal een "Held van Azerbeidzjan" zijn.